# Saperda tetrastigma
Saperda tetrastigma är en skalbaggsart som beskrevs av Bates 1879. Saperda tetrastigma ingår i släktet Saperda och familjen långhorningar. Inga underarter finns listade i Catalogue of Life.